# Глубина резкости (альбом)
«Глубина резкости» — второй студийный альбом хип-хоп-исполнителя Дельфина, выпущенный на аудиокассетах и компакт-дисках 23 сентября 1999 года на лейбле «Крем Рекордс».
Альбом состоит из 15 треков и был записан в период с 1997 по 1998 год на московской студии «Мутация промо». Тексты для альбома написал Андрей «Дельфин» Лысиков, а в создании музыки ему помог звукорежиссёр Виктор «Мутант» Шевцов, а также бас-гитарист Иван Черников и гитарист Максим Галстьян (IFK). В поддержку альбома были сняты видеоклипы на песни «Я буду жить», «Любовь» и «Дверь». Презентация альбома состоялась в московском ДК им. Горбунова 12 декабря 1998 года.
Альбом был переиздан на том же лейбле в 2002 году и на лейбле CD Land в 2004 году.

## Об альбоме
В начале 1998 года Дельфин начал записывать на домашней студии Виктора «Мутанта» Шевцова альбом «Глубина резкости», работа над которым продолжалась полгода. В мае артист решил перейти на новый лейбл «Крем Рекордс», на что владельцы прежней фирмы «Элиас Records» потребовали от музыканта ещё один альбом — «Глубина резкости». В ответ Лысиков записал за две недели на студии Шевцова новый альбом «Плавники», а когда понял, что получился неплохой материал, то не захотел расставаться и поэтому отправил издателям на DAT-кассете другой демо-альбом под названием «К.А.М.А.-З» (1996).
Тексты его песен стали гораздо мягче, ненормативная лексика исчезла вовсе, а основной тематикой стала нить «Вера, Надежда, Любовь». Последней песней, включённой в альбом, стала «Дверь», в которой Дельфин впервые спел припев. По словам музыканта, она была создана, поскольку выпускающая компания «Крем Рекордс» была уверена, что на пластинке не было хитов.
В музыкальном плане альбом был сделан по той же технологии, что и «Не в фокусе»: из семплов различных записей. В интервью для журнала «Птюч» Дельфин отнёс свой материал к жанру хип-хоп, при создании которого использовались «нетипичные семплы». В создании музыки снова помог звукорежиссёр Шевцов, а также бас-гитарист Иван Черников. В композиции «Любовь» был задействован сессионный музыкант, гитарист Максим Галстьян из группы IFK. Гитарные партии для песни «Надежда» были сыграны Виктором Шевцовым в ванной. Альбом был записан с помощью синтезатора Kurzweil K2000 и компьютерного секвенсора Cubase. Сведение было сделано на студии «Крем Рекордс».
Альбом был готов к выходу осенью 1998 года, но из-за экономического кризиса был издан 23 сентября 1999 года. В качестве бонуса в альбом был помещён микс из «плавниковых» фрагментов. В поддержку альбома были сняты видеоклипы на песни «Дверь» (1999), «Я буду жить» (1999) и «Любовь» (2000), которые взял в ротацию телеканал «MTV Россия».

## Критика
Критик Андрей Бухарин в журнале «ОМ» оценил альбом на 3 из 5, назвав его «скучным и депрессивным»:
Новый альбом у Дельфина получился скучный и депрессивный. Наркотный ад остался позади, Дельфин теперь чист, и как часто это бывает с выздоровевшими, будто не знает, что ему теперь с собой делать. Его голос по-прежнему харизматичен, на диске есть хорошие песни, но звучат они как демо-записи, над которыми в студии надо ещё работать и работать. Конечно, дело здесь ещё и в уродливом состоянии дел в нашем шоу-бизнесе — высокие затраты на студийную работу трудно окупить. Этот диск может сколь угодно хорошо раскупаться, но Дельфин достоин большего.
Обозреватель газеты «Коммерсантъ», Юрий Яроцкий, в своей рецензии к альбому «Глубина резкости» отметил в песнях Дельфина неплохие тексты и слияние двух стилей, рэп и американский шумный гитарный рок.
Обозреватель музыкальной газеты «Живой звук», Александр Кутинов, в своей рецензии к альбому «Глубина резкости» отметил такие композиции, как «Она», «Тишина», «Надежда» и «Молоко», назвав их «почти совершенными»:
Снова грохочет добела раскалённый сэмплер, и на голову выливается ушат юношеского недержания.
Обозреватель белорусской «Музыкальной газеты» назвал альбом «Глубина резкости» «красивым, но местами жутко пессимистичным».
Обозреватель журнала «Автопилот», Игорь Мальцев, назвал альбом пустым и глупым, как и весь русский хип-хоп.

### Ретроспектива
В 2003 году альбому «Глубина резкости» был посвящён один из выпусков программы о легендарных альбомах русского рока «Летопись» на «НАШЕм радио». В 2006 году этот материал лёг в основу книги «Наша музыка. История русского рока, рассказанная им самим», написанной сценаристом программы Антоном Черниным.

### Рейтинги
В ноябре 1999 года музыкальная газета «Живой звук» поместила альбом «Глубина резкости» в список «20 лучших отечественных и зарубежных альбомов года».
В 2010 году редакторы журнала «Афиша», Александр Горбачёв и Григорий Пророков, по итогам опроса молодых российских музыкантов поместили альбом «Глубина резкости» в список «50 лучших русских альбомов всех времён».
В 2020 году музыкальный редактор интернет-издания Vatnikstan, Иван Белецкий, поместил альбом «Глубина резкости» в список «Русский рэп 1990‑х: десять главных альбомов», добавив, что он принёс Дельфину «славу главного русского рэп-поэта».
В 2022 году сайт «Афиша Daily» поместил альбом в список «100 лучших альбомов за последние 30 лет».

## Список композиций
| №   | Название              | Длительность |
| --- | --------------------- | ------------ |
| 1.  | «Молоко»              | 1:40         |
| 2.  | «Я буду жить»         | 3:45         |
| 3.  | «Вера»                | 4:40         |
| 4.  | «Она»                 | 3:50         |
| 5.  | «Убийца»              | 3:05         |
| 6.  | «Любовь»              | 4:17         |
| 7.  | «Художник»            | 2:45         |
| 8.  | «Дверь»               | 4:17         |
| 9.  | «Надежда»             | 4:40         |
| 10. | «Тишина»              | 4:25         |
| 11. | «Ласты»               | 1:35         |
| 12. | «Любовь» (Radio Edit) | 3:57         |
| 13. | «Дверь» (Radio Edit)  | 4:45         |
| 14. | «Тишина» (Global Mix) | 4:25         |
| 15. | «Плавники» (Demo Mix) | 8:18         |

| №   | Название       | Длительность |
| --- | -------------- | ------------ |
| 15. | «Дилер» (Live) | 4:35         |

Чарты и ротации
По данным интернет-проекта Moskva.FM, шесть песен из альбома — «Любовь», «Дверь», «Любовь», «Я буду жить», «Тишина» и «Надежда» — были в ротации нескольких российских радиостанций с 2008 по 2015 год. При этом песня «Любовь» является самым популярным треком из всех на радио, который за семь лет с 2008 по 2015 год прослушали 913 тысяч раз.
С 25 сентября 1998 года видеоклипы на песни «Я буду жить», «Любовь» и «Дверь» находились в ротации телеканала «MTV Россия», в дальнейшем попав в чарты «Русская десятка» и «20 самых-самых».
Семплы
Информация о семплах была взята из эфира программы «Летопись» на «НАШЕм радио» в 2003 году.

| «Молоко» - Tori Amos — «Winter» (1992) «Я буду жить» - Marilyn Manson — «Mister Superstar» (1996) - The Chemical Brothers — «Leave Home (Terror Drums)» (1995) «Вера» - Dinosaur Jr. — «Thumb» (1991) - James Brown — «Funky Drummer» (1970) - The Winstons — «Amen, Brother» (1969) «Убийца» - Starlings — «Other People’s Children» (1994) - Starlings — «We Can Save You» (1994) - Thin Lizzy — «Johnny the Fox Meets Jimmy the Weed» (1976) - King Curtis — «Memphis Soul Stew» (1967) - The J.B.'s — «The Grunt» (1970) «Любовь» - Cicada Sings — «Submissive Friend» (1994) | «Художник» - Sonic Youth — «Bull In The Heather» (1994) - Sonic Youth — «Slaapkamers Met Slagroom» (1997) «Дверь» - Tori Amos — «Caught A Lite Sneeze» (1996) «Надежда» - The Chemical Brothers — «Leave Home» (1995) - Moist — «Tangerine» (1996) - The Chemical Brothers — «Block Rockin' Beats» (1997) «Тишина» - Love and Rockets — «This Heaven» (1994) - Natalie Merchant — «San Andreas Fault» (1995) «Ласты» - Aphex Twin — «Bucephalus Bouncing Ball» (1997) - Thurston Moore — «Hang Out» (1995) - Thurston Moore — «Pretty Bad» (1995) |

## Участники записи
- Андрей «Дельфин» Лысиков — вокал, тексты песен, музыкальные коллажи
- Виктор «Мутант» Шевцов — семплирование, звукоинженер: запись, сведение и мастеринг альбома на студии «Мутация промо»
- Иван Черников — бас-гитара
- Максим «Галс» Галстьян (IFK) — гитара (для трека «Любовь»)
- Лика Гулливер — фотографии для альбома
- Мотин и Володин — обложка альбома